# Blagnac
Blagnac (okzitanisch Blanhac) ist eine Gemeinde im Département Haute-Garonne in der Région Okzitanien (zuvor Midi-Pyrénées) in Südfrankreich und gehört zur Banlieue (=Vorstadt, Vorort) von Toulouse. Die 27.314 Einwohner (Stand 1. Januar 2022) werden Blagnacais genannt.
Die auf einer mittleren Höhe von 135 m liegende Gemeinde verfügt über eine Fläche von 16,88 km².

## Bevölkerungsentwicklung
| Jahr                       | 1962 | 1968 | 1975   | 1982   | 1990   | 1999   | 2006   | 2016   | 2019   |
| Einwohner                  | 5320 | 8417 | 11.651 | 14.929 | 17.209 | 20.586 | 21.199 | 24.517 | 25.525 |
| Quellen: Cassini und INSEE |      |      |        |        |        |        |        |        |        |

## Wirtschaft
In Blagnac befinden sich der Flughafen Toulouse-Blagnac und die Hauptverwaltung sowie ein Werk des Flugzeugherstellers Airbus.

## Kultur und Sehenswürdigkeiten
Am 14. Januar 2015 eröffnete das Aeroscopia, ein rund 5000 m² großes Museum zum Thema Luftfahrt, Technik und Wissenschaft.
- Kloster Blagnac, von 1852 bis 1939 Kloster der Trappistinnen
- Kirche Saint-Pierre

Siehe auch: Liste der Monuments historiques in Blagnac

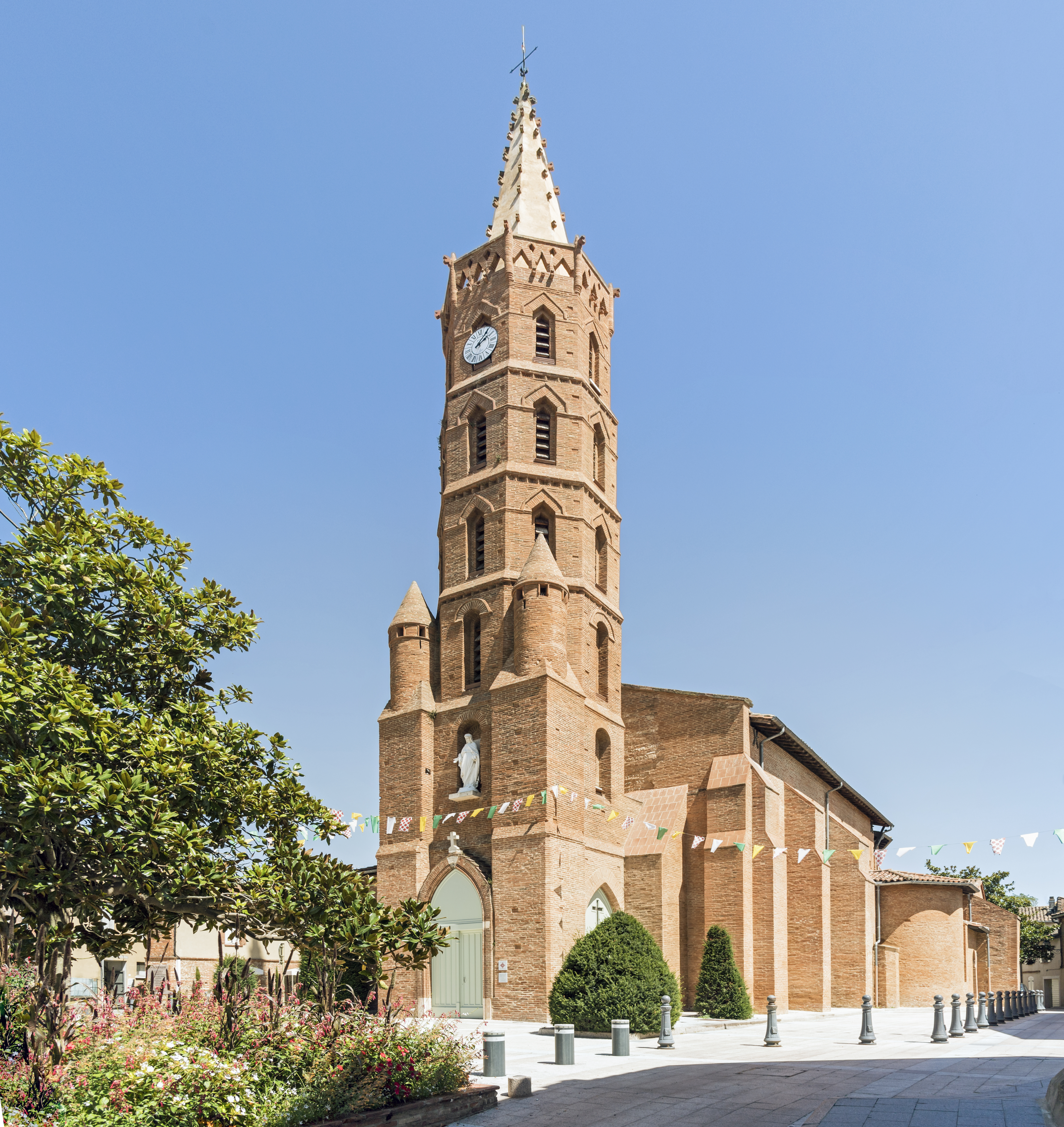
Kirche Saint-Pierre

## Sport
Wie im Südwesten Frankreichs üblich, ist Rugby Union die bedeutendste Mannschaftssportart. Der Verein Blagnac SCR ist in der zweithöchsten Liga Pro D2 vertreten. Insgesamt gibt es 171 Sportvereine in Blagnac.

## Städtepartnerschaften
Blagnac unterhält mit folgenden Städten Partnerschaften:
- Buxtehude, Niedersachsen, Deutschland
- Pomigliano d’Arco, Kampanien, Italien
- Orenburg, Russland

## Persönlichkeiten
- Serge Oustiakine (1961–2013), Jazzmusiker